# Régis Lacombe
Régis Lacombe est un athlète français, né à Villefranche-de-Rouergue le 21 août 1967, adepte de la course d'ultrafond et champion de France des 100 km en 2012.

## Biographie
Régis Lacombe est champion de France des 100 km de Belvès en 2012,. Il est également 4 fois vice-champion d'Europe par équipe des 100 km en 2007, 2008, 2009 et 2013, vice-champion du monde par équipe des 100 km en 2008 et troisième aux championnats du monde par équipe des 100 km en 2009. En 2006, il remporte les 100 km de Millau,.

## Records personnels
Statistiques de Régis Lacombe d'après la Fédération française d'athlétisme (FFA) et la Deutsche Ultramarathon-Vereinigung (DUV) :
- 1 000 m : 2 min 47 s 3 en 2007
- 3 000 m : 9 min 5 s 68 en 2006
- 5 000 m : 15 min 26 s 64 en 2005
- 10 km route : 31 min 31 s en 2006
- 15 km route : 50 min 8 s en 2011
- 20 km route : 1 h 5 min 34 s en 2005
- Semi-marathon : 1 h 9 min 0 s en 2004
- Marathon : 2 h 25 min 51 s au marathon de Berlin en 2003[9]
- 50 km route : 3 h 23 min 30 s aux championnats du monde et d'Europe IAU des 100 km de Winschoten en 2007
- 100 km route : 6 h 55 min 21 s aux 100 km de Vendée en 2007